# Dorfkirche Geltow

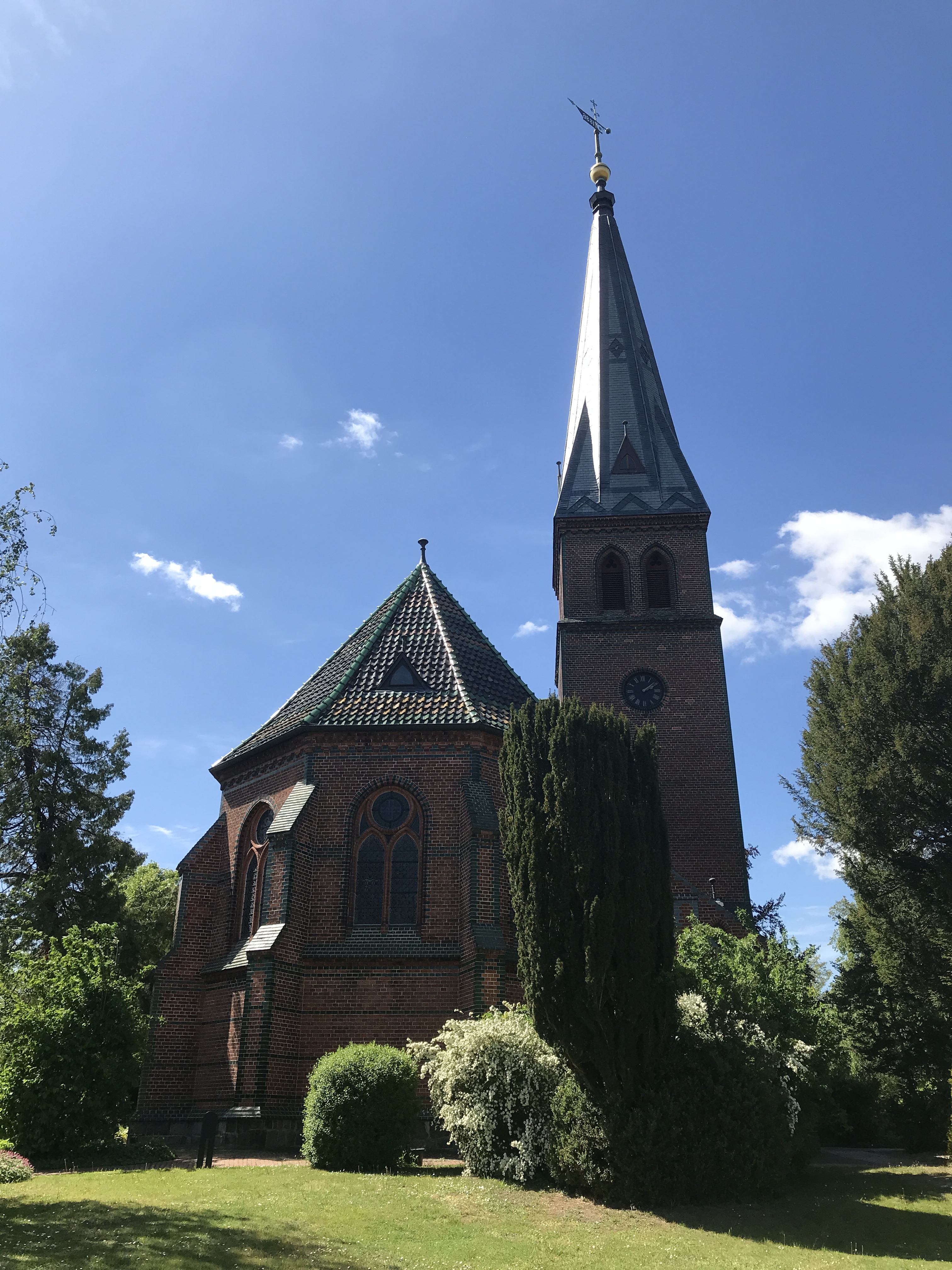
Dorfkirche Geltow

Die evangelische Dorfkirche Geltow ist eine neugotische Saalkirche in Geltow, einem Ortsteil der Gemeinde Schwielowsee im Landkreis Potsdam-Mittelmark im Land Brandenburg. Die Kirchengemeinde gehört zum Kirchenkreis Potsdam der Evangelischen Kirche Berlin-Brandenburg-schlesische Oberlausitz.

## Lage
Die Straße Am Wasser führt von Norden kommend in südlicher Richtung an der Havel entlang. Die Kirche steht westlich dieser Straße und dort südlich des historischen Dorfkerns auf einer Erhebung, die mit einem Zaun eingefriedet ist.

## Geschichte

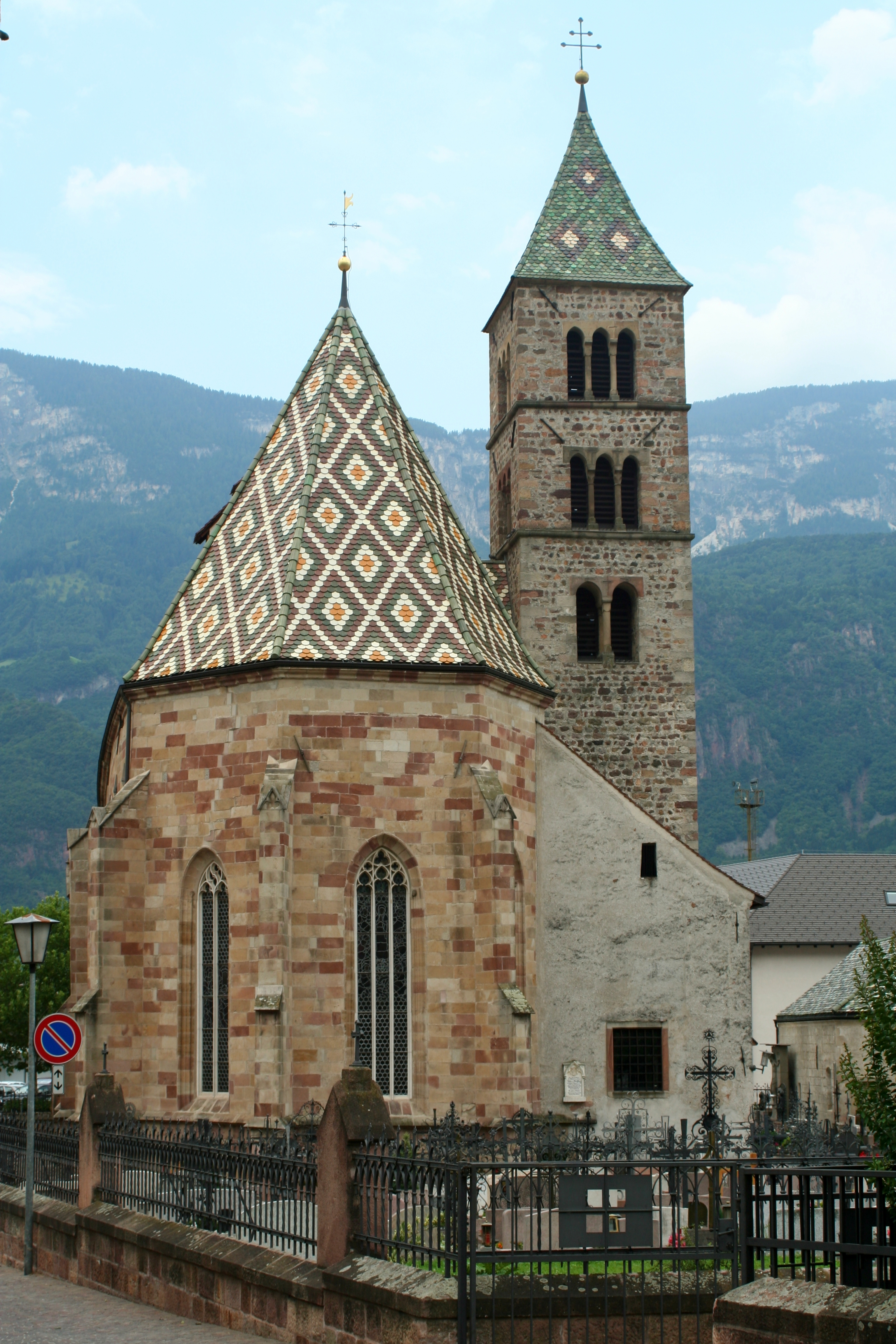
Die Pfarrkirche Mariä Himmelfahrt in Terlan diente als Vorbild

Geltow war bereits im Mittelalter eine eigenständige Pfarrei mit zwei Hufen und besaß daher auch bereits eine Kirche, von der jedoch bislang keine Dokumente bekannt sind. Im Zuge der Reformation gelangte der Ort nach Werder, um ab 1772 erneut die Rolle einer Pfarrkirche – mit Eiche als Filialkirche – einzunehmen. Die Kirchengemeinde hatte seinerzeit die pragmatische Sorge, dass der Pfarrer im Winter auf Grund einer fehlenden Fährverbindung auf der Potsdamer Havel nicht pünktlich zum Gottesdienst erscheinen könnte. Ab 1870 wurde die Kirchengemeinde von Caputh betreut. Das Kirchenpatronat lag beim jeweiligen Gutsherren und gelangte schließlich in den Einfluss des preußischen Königshauses unter Friedrich II. Zu dieser Zeit gab es im Ort eine Fachwerkkirche, die 1727 durch einen Bau aus Feldsteinen ersetzt wurde. 1755 erhielt dieser Sakralbau einen massiven Westturm.
Bereits unter Friedrich Wilhelm IV. gab es Pläne für einen Umbau der Kirche. Ludwig Persius und Friedrich August Stüler legten 1844 bzw. 1846 entsprechende Entwürfe vor, die jedoch nicht umgesetzt wurden. Erst auf Initiative Friedrich III. kam wieder Bewegung in die Angelegenheit. Er fertigte eine Skizze an, auf deren Grundlage der Baurat Emil Gette in den Jahren 1885 bis 1887 einen Kirchenbau realisierte. Friedrich III. hatte sich dabei an der von ihm geschätzten Pfarrkirche Mariä Himmelfahrt in Terlan (Südtirol) orientiert, die er während seiner Kuraufenthalte kennengelernt hatte. Ihm gefielen dabei insbesondere der polygonale Chorschluss, das einseitige Kirchenschiff mit dem asymmetrisch angesetzten Turm sowie die mehrfarbigen Dachsteine und Teile der Kirchenausstattung. 1885 begann Gette mit dem Entwurf und bezog dabei den Regierungsrat von Pelkowski sowie den Regierungs- und Baurat Lorenz in die Projektleitung mit ein. Der Regierungsbaumeister Lamy lieferte die erforderlichen Technischen Zeichnungen. Dabei sollte der Kirchturm ursprünglich an der Südseite angesetzt werden, wurde schließlich jedoch gemeinsam mit dem Haupteingang an die Nordseite verlegt. Ende 1885 hatten Arbeiter bereits das Fundament aus Rüdersdorfer Kalkstein errichtet, so dass im Juni 1886 die Grundsteinlegung gefeiert werden konnte. Im September 1886 feierte die Kirchengemeinde das Richtfest; 1887 begannen Handwerker mit der Ausstattung des Innenraums. Die Holzarbeiten übernahm dabei der Potsdamer Tischler Eduard Schulz, der bereits in der Matthäuskirche in Berlin-Steglitz sowie in der Kaiser-Friedrich-Kirche in Golm tätig geworden war. Die Ausmalung nahm der Berliner Kirchenmaler Klinker vor. Nach dem Tod Gettes im Jahr 1887 führte der Kreisbauinspektor Eduard Saal die Arbeiten zu einem erfolgreichen Ende. Das Dehio-Handbuch weist darauf hin, dass die Ministerialen mehrfach – gegen den Wunsch des Kronprinzenpaars – Vereinfachungen des Entwurfes durchsetzen konnten. So hatte sich Friedrich III. beispielsweise eine Bemalung der Fassade gewünscht, die nicht realisiert wurde. Die Kirchweihe fand am 22. Dezember 1887 statt.
In der Zeit der DDR wurden 1950 die Fenster saniert. 1954 und 1955 bauten Handwerker unterhalb der Westempore eine Winterkirche ein. Die ursprüngliche Schablonenmalerei im Tudorstil verschwand 1973 unter einem einheitlichen Anstrich. In den 1980er Jahren waren erneut Arbeiten an den Fenstern sowie an Turm und Dach erforderlich. Anfang der 1990er Jahre stellten Experten fest, dass Dach- und Glockenstuhl vom Hausschwamm befallen waren, so dass von 1993 bis 1994 eine Sanierung durchgeführt werden musste. Von 1999 bis 2005 ließ die Kirchengemeinde das komplette Bauwerk sanieren. Dies umfasste 1999 den Turm, 2000 bis 2002 das Dach, 2003 die Fassade sowie in den Jahren 2004 und 2005 den Innenraum. Hierbei wurde die Winterkirche vergrößert, eine Fußbodenheizung eingebaut und die ursprüngliche Ausmalung wiederhergestellt.

## Baubeschreibung

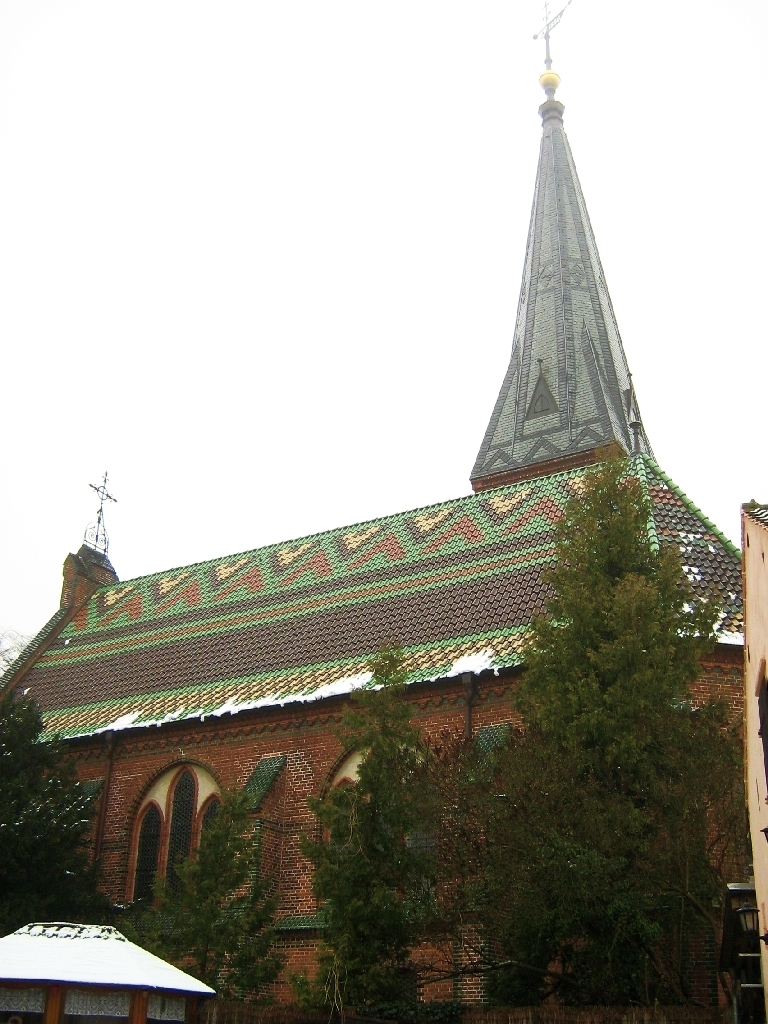
Dach des Kirchenschiffs

Das Bauwerk wurde im Wesentlichen aus roten Mauersteinen errichtet. Dazwischen wurden grün glasierte Ziegel verbaut. Der polygonale Chor ist nicht eingezogen und hat einen Fünfachtelschluss. Die Ecken werden mit zweifach getreppten Strebepfeilern stabilisiert; dazwischen sind in den Feldern drei große Rundbogenfenster mit Maßwerk. Die Nord- und Südseite sind fensterlos.
Daran schließt sich das vierjochige Kirchenschiff an. Die Fassade ist hier ebenfalls mit getreppten Strebepfeilern und großen Rundbogenfenstern gegliedert. An der Nordseite ist ein schmales und kürzeres Seitenschiff. Das Schiff ist mit braunen, grünen, roten und gelb glasierten Dachpfannen gedeckt.
Östlich ist asymmetrisch versetzt der Kirchturm. Im mittleren Geschoss ist an jeder Seite je eine Turmuhr. Diese wurde 1900 vom Fechterverein Geltow gestiftet und 1988/1989 instand gesetzt. Oberhalb eines Gesimses verbauten die Handwerker je zwei gekuppelte Klangarkaden. Der spitze Helm ist mit hellem und dunkelgrauem Schiefer gedeckt und schließt mit einer Turmkugel sowie Wetterfahne ab. Östlich des Turms ist eine Sakristei, westlich ein Vorbau mit einem weiteren Zugang.

## Ausstattung
Der Altar stammt aus dem Jahr 1887 und besteht aus einer Sandsteinplatte mit Sandsteinsäulen, die im oberen Bereich mit Kapitellen verziert sind. Dazwischen ist eine Ausmauerung aus Ziegeln. Dazu gehört ein Leuchterpaar, das C. S. Meyran im Jahr 1726 aus Zinn anfertigte. Die Kanzel schuf der Tischlermeister Schulz im Jahr 1887. Der mit Ornamenten verzierte Kanzelkorb ist mit farbig abgesetzten Fasen geschmückt. Zur weiteren Kirchenausstattung gehört eine bauzeitliche Fünte, die vermutlich aus Zinkguss besteht.
An der südlichen Chorwand sind ein Porträt von Friedrich III. und daneben eine Inschriftentafel aus weißem Marmor zu Stiftung, Bau und Einweihung der Kirche. Die Fenster zeigen aus Bleiglas geformte geometrische Muster und stammen aus der Werkstatt der Witwe des Hofglasmeisters Heidkamp in Potsdam. Die West- und Nordempore auf kräftigen Konsolen stammen – wie auch das Gestühl – ebenfalls von Schulz. Die Brüstungsfelder sind in Kassetten unterteilt und haben einen zinnenartigen Abschluss. Unterhalb ist eine Winterkirche, am Aufgang eine Gedenktafel für die Gefallenen aus dem Ersten Weltkrieg. Im Schiff wurde ein Kreuzrippengewölbe verbaut; der Fußboden wurde mit Fliesen von Villeroy & Boch ausgelegt. Unterhalb der Bänke verwendeten die Handwerker ein Ziegelpflaster.
Auf der Westempore steht eine Orgel, die Carl Eduard Gesell im Jahr 1887 errichtete. Das Instrument verfügt über zwei Manuale und zehn Register. Das Prospekt schuf Schulz gemeinsam mit dem Maler Borchmann. Es hat die Form eines Wimpergs und ist mit krabbenbesetzten Fialen verziert.
Im Turm hängen drei Glocken aus Stahl aus dem Jahr 1919. Zwei davon ersetzen die ursprünglich im Jahr 1887 von Gustav Collier gegossenen Glocken aus Bronze, die die Kirche im Ersten Weltkrieg 1914 im Zuge einer Metallspende des deutschen Volkes abgeben musste. Die dritte wurde 1923 verkauft.

## Kirchhof
Auf dem Kirchhof befindet sich das Grab des Juristen, Literaturwissenschaftlers und Bibliophilen Karl Hartwig Gregor Freiherr von Meusebach (1781–1847), des Freundes der Gebrüder Grimm und Namensgebers der örtlichen Grundschule.

## Würdigung
- Das Dehio-Handbuch weist darauf hin, dass das Bauwerk bereits nach seiner Errichtung ausweislich einer Urkunde im Turmknopf als „Zierde in der romantischen Landschaft“ bezeichnet wurde. Es würdigt das Bauwerk als eine der „bemerkenswertesten neugotischen Landkirchen der Region“. Der Spitzturm wirke dabei als „einprägsame“ Landmarke, hinzu kämen die „für eine Dorfkirche ungewöhnlich aufwendig“ gestalteten Glasurziegeln in Verbindung mit den Formsteinen und dem verwendeten Maßwerk. Das Handbuch schließt mit der Bewertung, dass es sich bei der Kirche um ein „Zeugnis für die direkte Einflussnahme des Kronprinzenpaares auf das Baugeschehen“ handele, daher „im Kontext der Bemühungen des Hohenzollernhauses (das den Bau auch finanziell unterstützte) (stehe), die Landschaft um Potsdam durch gärtnerische und bauliche Maßnahmen aufzuwerten, die auch im späten 19. Jh. ihre Fortsetzung fanden.“
- Theodor Fontane kritisierte in seinen Wanderungen durch die Mark Brandenburg zwar eine „ängstlich hohe Kanzel“, lobte aber als Fazit, dass „das Ganze nicht ohne stillen Reiz“[4] sei.